# Robert Lowry, Baron Lowry
Robert Lynd Erskine Lowry, Baron Lowry PC (* 30. Januar 1919 in Belfast; † 15. Januar 1999 in London) war ein britischer Jurist, der zwischen 1971 und 1988 Oberster Richter von Nordirland (Lord Chief Justice of Northern Ireland) war und 1979 aufgrund des Life Peerages Act 1958 Mitglied des House of Lords wurde sowie zuletzt zwischen 1988 und 1994 Lordrichter (Lord of Appeal in Ordinary) war.

## Leben

### Militärdienst im Zweiten Weltkrieg, Rechtsanwalt und Richter
Lowry war Sohn des Rechtsanwalts William Lowry, der später als Vertreter der Ulster Unionist Party Abgeordneter des House of Commons of Northern Ireland, zeitweise Innenminister sowie zwischen 1944 und 1947 Generalstaatsanwalt (Attorney General) Nordirlands war. Er selbst absolvierte nach dem Besuch der Royal Belfast Academical Institution ein Studium im Fach Klassische Altertumswissenschaft am Jesus College der University of Cambridge, das er als Jahrgangsbester abschloss. Während des Zweiten Weltkrieges leistete er zunächst seinen Militärdienst bei den Royal Inniskilling Fusiliers in Tunesien, ehe er zuletzt bei den Royal Irish Fusiliers diente und dort 1945 zum Major befördert wurde.
Nach Kriegsende absolvierte er ein Studium der Rechtswissenschaften und erhielt 1947 seine anwaltliche Zulassung in Nordirland. Nachdem er mehrere Jahre als Rechtsanwalt tätig gewesen war, wurde Lowry 1964 zum Richter am Obergericht Nordirlands für Zivil- und Wirtschaftssachen (High Court of Justice) berufen und war dort bis 1971 tätig.

### Oberster Richter Nordirlands, Oberhausmitglied und Lordrichter
1971 wurde Lowry als Nachfolger von John MacDermott Oberster Richter von Nordirland (Lord Chief Justice of Northern Ireland) und behielt diese Funktion siebzehn Jahre lang bis zu seiner Ablösung durch Brian Hutton 1988. 1971 wurde er zunächst Privy Councillor Nordirlands sowie 1974 Mitglied des britischen Privy Council. In seine Amtszeit fielen zahlreiche gerichtliche Entscheidungen, die sich mit den Auseinandersetzungen aufgrund des Nordirlandkonflikts befassten sowie mit den in dieser Zeit geltenden Gesetzen wie dem Northern Ireland (Emergency Provisions) Act 1973, das zum Verbot der Mitgliedschaft in Irish Republican Army (IRA), Cumann na mBan, Fianna Éireann, Saor Éire, Sinn Féin und Ulster Volunteer Force (UVF) führte. Zugleich kam es durch dieses Notstandsgesetz 1973 zur Abschaffung der Todesstrafe sowie zur Einführung der nach Kenneth Diplock, Baron Diplock benannten „Diplock Courts“, die keine Jury vorsahen.
Durch ein Letters Patent vom 18. Juli 1979 wurde Lowry aufgrund des Life Peerages Act 1958 als Baron Lowry, of Crossgar in the County of Down, in den Adelstand berufen und damit Mitglied des House of Lords. 1983 war er Vorsitzender Richter im sogenannten „Supergrass“-Verfahren, bei dem das frühere IRA-Mitglied Kevin McGrady gegen ehemalige Kameraden aussagte, was zur Verurteilung von sieben der zehn angeklagten IRA-Kämpfer führte. In der Folgezeit kam es mehrmals zu Anschlägen auf Baron Lowry durch die IRA.
Nach Beendigung seiner Tätigkeit als Oberster Richter Nordirlands wurde er am 5. August 1988 Lordrichter (Lord of Appeal in Ordinary) und bekleidete dieses Richteramt bis zu seinem Eintritt in den Ruhestand am 7. Januar 1994.